# Weyerhaeuser Real Estate Company
Weyerhaeuser Real Estate Company (WRECO) je americká stavební a realitní společnost, která byla založena roku 1969 jako mateřská společnost firmy Weyerhaeuser a má sídlo ve Federal Way. Operuje v sedmi státech USA, mezi které patří Washington, Kalifornie, Nevada, Virginie, Maryland, Arizona a Texas. Její nejznámější částí je realitka Pardee Homes, která operuje v Kalifornii a Nevadě.